# 17 équations qui ont changé le monde
17 équations qui ont changé le monde (titre original : In Pursuit of the Unknown: 17 Equations that Changed the World) est un livre du mathématicien britannique Ian Stewart paru en 2012 et traduit en français en 2014 chez Robert Laffont.

## Résumé
L'auteur présente au début de chaque chapitre une formule mathématique et développe les explications en relation avec l'histoire des sciences qui ont conduit à ces équations. Les 17 équations considérées dans l'ouvrage, sont :
| Sujet                             | Formule | Domaines d'application                                                                           |
| --------------------------------- | --- | ------------------------------------------------------------------------------------------------ |
| Théorème de Pythagore             | {\displaystyle a^{2}+b^{2}=c^{2}} | Topographie, navigation, relativité restreinte, relativité générale                              |
| Somme des logarithmes             | {\displaystyle \ln(xy)=\ln(x)+\ln(y).} | Calcul astronomique, radioactivité, psychophysique                                               |
| Dérivée                           | {\displaystyle {\frac {{\mathrm {d} }f}{{\mathrm {d} }x}}=\lim _{h\to 0 \atop h\neq 0}{f(x+h)-f(x) \over h}} | Calcul des volumes de solides, longueur des courbes, lois de Newton, physique mathématique       |
| Loi universelle de la gravitation | {\displaystyle {F}_{A/B}=G{\frac {M_{A}M_{B}}{d^{2}}}} | Prédiction des éclipses, satellites artificiels, télescope Hubble, télévision par satellite, GPS |
| nombre imaginaire                 | {\displaystyle i^{2}=-1} | Amélioration des tables trigonométriques, mécanique quantique                                    |
| Formule d'Euler sur les polyèdres | {\displaystyle S-A+F=2} | Topologie                                                                                        |
| Loi normale de Gauss              | {\displaystyle f(x)={\tfrac {1}{\sigma {\sqrt {2\pi }}}}\;\;\mathrm {e} ^{-{\frac {1}{2}}\left({\frac {x-\mu }{\sigma }}\right)^{2}}.} | Statistiques                                                                                     |
| Équation de d'Alembert            | {\displaystyle {\frac {\partial ^{2}\phi }{\partial t^{2}}}={c^{2}}{\frac {\partial ^{2}\phi }{\partial x^{2}}}} | propagation des ondes                                                                            |
| Transformation de Fourier         | {\displaystyle {\mathcal {f}}(\omega )=\int _{-\infty }^{+\infty }f(x)\,\mathrm {e} ^{-2\pi {\rm {i}}\omega x}\,\mathrm {d} x} | Traitement du signal, structure de l'ADN, scanner médical                                        |
| Équations de Navier-Stokes        | {\displaystyle \rho \left({\frac {\partial \mathbf {v} }{\partial t}}+\mathbf {v} \cdot \nabla \mathbf {v} \right)=-\nabla p+\nabla \cdot \mathbf {T} +\mathbf {f} }                                                                                     | Aérodynamique                                                                                    |
| Équations de Maxwell              | {\displaystyle \nabla \cdot \mathbf {E} =0,\,\nabla \cdot \mathbf {H} =0,\,\nabla \times \mathbf {E} =-{\frac {1}{c}}{\frac {\partial \mathbf {H} }{\partial t}},\,\nabla \times \mathbf {H} ={\frac {1}{c}}{\frac {\partial \mathbf {E} }{\partial t}}} | Radio, radar, télévision, connexions sans fil                                                    |
| Seconde loi de la thermodynamique | {\displaystyle \mathrm {d} S\geqslant 0} | machine à vapeur, énergie renouvelable                                                           |
| E=mc2                             | {\displaystyle E=mc^{2}} | armes nucléaires, big Bang, positionnement par satellite                                         |
| Équation de Schrödinger           | {\displaystyle i\hbar {\partial \over \partial t}\Psi =H\Psi } | physique quantique, laser, puces informatiques                                                   |
| Théorie de l'information          | {\displaystyle H=-\sum _{i}^{n}p_{x}\log _{2}(p_{x})} | CD audio, intelligence artificielle, cryptographie                                               |
| Théorie du chaos                  | {\displaystyle x_{t+1}=kx_{t}(1-x_{t})} | prévisions météo, dynamique des populations, mouvement des planètes                              |
| Équation de Black-Scholes         | {\displaystyle {\frac {1}{2}}\sigma ^{2}S^{2}{\frac {\partial ^{2}V}{\partial S^{2}}}+rS{\frac {\partial V}{\partial S}}+{\frac {\partial V}{\partial t}}-rV=0}                                                                                          | marchés financiers, bourse                                                                       |

## Critiques
Pour Le Monde, c'est « un bel exemple de vulgarisation des maths et de la physique à partir de formules abstraites mais qui décrivent notre monde. ».
L'auteur s'efforce de rendre ses explications accessibles pour les non mathématiciens.

## Distinction
Ian Stewart a remporté pour ce livre le prix Euler de la Mathematics Association of America (MAA).